# Amy Locane
Amy Locane (Trenton, New Jersey, 1971. december 19. –) amerikai színésznő.
1990-ben a Cry-Baby című filmben szerepelt. Ezt követte a Melrose Place, mellyel világhírűvé vált: a sorozat első évadjában Sandy Harlingot formálta meg. 1992-ben a Vágyak csapdájában című filmdrámában, 1994-ben a Pancserock című zenés filmvígjátékban tűnt fel.
2010-ben ittasan halálos autóbalesetet okozott, ami miatt két és fél évet töltött börtönben, de 2020-tól további letöltendő börtönbüntetés vár rá.

## Élete és pályafutása
Első gyermeke, Paige Cricket Bovenizer 2007. január 23-án született.

## Filmográfia

### Film
| Év   | Magyar cím                    | Eredeti cím                       | Szerep                  | Magyar hang       |
| ---- | ----------------------------- | --------------------------------- | ----------------------- | ----------------- |
| 1989 | Bukott angyalok               | Lost Angels                       | Cheryl Anderson         |                   |
| 1990 | Cry-Baby                      | Cry-Baby                          | Allison Vernon-Williams | Urbán Andrea      |
| 1991 | Nincsenek titkok              | No Secrets                        | Jennifer                | Dudás Eszter      |
| 1992 | Vágyak csapdájában            | School Ties                       | Sally Wheeler           | Zsigmond Tamara   |
| 1994 | Pancserock                    | Airheads                          | Kayla                   | Kiss Erika        |
| 1994 | Pancserock                    | Airheads                          | Kayla                   | Major Melinda     |
| 1994 | Kék ég                        | Blue Sky                          | Alex Marshall           |                   |
| 1995 | Nincs kiszállás               | Criminal Hearts                   | Keli                    | Farkasinszky Edit |
| 1996 | Elsodorva                     | Carried Away                      | Catherine Wheeler       |                   |
| 1997 | Végig az úton                 | Going All the Way                 | Buddy Porter            | Létay Dóra        |
| 1997 | Harc a másodpercekért         | Prefontaine                       | Nancy Alleman           |                   |
| 1997 | Kölcsönkenyér visszajár       | The Girl Gets Moe                 | Beth                    |                   |
| 1998 |                               | Bongwater                         | Jennifer                |                   |
| 1998 | A múmia legendája             | Bram Stoker's Legend of the Mummy | Margaret Trelawny       |                   |
| 1999 | Pácban                        | Implicated                        | Ann Campbell            |                   |
| 2001 | A balhé                       | The Heist                         | Lucy                    | Zakariás Éva      |
| 2001 | Bad Karma – Visszajáró lelkek | Bad Karma                         | Carly Campbell          |                   |
| 2002 | A titkárnő                    | Secretary                         | Lee nővére              |                   |
| 2005 |                               | Throttle                          | Molly Weaver            |                   |
| 2009 |                               | Visiting (rövidfilm)              | Julia                   |                   |
| 2009 |                               | Coffee (rövidfilm)                | Sarah                   |                   |
| 2020 |                               | Cooties (rövidfilm)               | Christine               |                   |

### Televízió
| Év        | Magyar cím           | Eredeti cím             | Szerep               | Megjegyzések                                                                             |
| --------- | -------------------- | ----------------------- | -------------------- | ---------------------------------------------------------------------------------------- |
| 1984−1985 |                      | Spencer                 | Andrea Winger        | 13 epizód                                                                                |
| 1985      |                      | Young People's Specials | Karen                | 1 epizód                                                                                 |
| 1985      |                      | Special Treat           | Bridget Frommer      | 1 epizód                                                                                 |
| 1988      |                      | Hothouse                | Nancy                | 3 epizód                                                                                 |
| 1992      | Melrose Place        | Melrose Place           | Sandy Louise Harling | - állandó szereplő (13 epizód) - magyar hangja: - Farkasinszky Edit                      |
| 1997      |                      | End of Summer           | Alice                | tévéfilm                                                                                 |
| 1998      |                      | Ebenezer                | Erica Marlowe        | tévéfilm                                                                                 |
| 1998      | A kísértés útján     | Route 9                 | Sally Hogan          | tévéfilm                                                                                 |
| 1999      | Angyali érintés      | Touched by an Angel     | Stella               | 1 epizód                                                                                 |
| 2003      | A rejtélyek asszonya | Mystery Woman           | Tracy Stenning       | - tévéfilm - magyar hangjai: - Nyírő Bea (1. változat) - Sipos Eszter Anna (3. változat) |
| 2005      | Az utas neve: Halál  | Alien Express           | Rosie Holden         | tévéfilm                                                                                 |